# Luigi Foscolo Benedetto
Luigi Foscolo Benedetto (Cumiana, 24 febbraio 1886 – Cumiana, 17 aprile 1966) è stato un critico letterario e francesista italiano.

## Biografia
Durante i suoi studi universitari a Torino sotto la guida di Rodolfo Renier, che diventerà il suo relatore di tesi, pubblica una traduzione in versi della Chanson de Roland. Si laurea nel 1908 con una tesi intitolata Il "Roman de la Rose" e la letteratura italiana, relatore Rodolfo Renier. La tesi fu pubblicata in Germania due anni più tardi dall'editore Niemeyer.
Dopo la laurea, si sposta all'Università Sorbona di Parigi per due anni.
Nel 1914 iniziò la carriera accademica di francesista, dapprima a Milano, l'anno successivo a Firenze, dove resterà fino al 1950, con una interruzione dal 1916 al 1818, quando si arruolò come ufficiale nei reparti lanciafiamme durante la Prima guerra mondiale.
Nel 1920 pubblica Le origini di Salammbô: studio sul realismo storico di Flaubert .
Nel 1928 cura un'edizione critica del Milione di Marco Polo, allestita, insieme a un'eccellente parafrasi in italiano moderno, confrontando i 78 manoscritti allora conosciuti con altri 60, da lui ritrovati in biblioteche e archivi di tutta Europa.
Dal 1938 al 1946 diventa il Direttore del Centro di studi di filologia italiana e dal 1946 al 1949, Presidente dell’Accademia della Crusca  e Socio dell'Accademia dei Lincei .
Dopo la fine della Seconda guerra mondiale, collabora con la rivista "Il Ponte", fondata da Piero Calamandrei.
Nel 1950 torna all'Università degli Studi di Torino dove pubblica il monumentale saggio La Parma di Stendhal, in cui egli scopre una doppia vita per tutti i personaggi stendhaliani, divisi tra il ricordo dell'epopea eroica (Napoleone) e l'adeguamento alla Restaurazione.
Muore il 17 aprile 1966 a Cumiana, dove nella casa materna (la "bicocca" dell'infanzia) tornava ogni estate con la sorella Ottavia.

## Opere
Per una visione sinottica delle opere, si elencano qui di seguito quelle principali, presenti in volumi:
- La canzone di Orlando (tradotta in versi italiani), Torino, Lattes, 1907.
- Il «Roman de la Rose» e la letteratura italiana, Halle/Saale, Niemeyer, 1910.
- Jean Jacques Rousseau tassofilo, in Miscellanea Renier, Torino, Bocca editori, 1912, pp. 371–389.
- Madame de Warenne d'après de nouveaux documents, Paris, Plon-Nourrit, 1914, e Firenze, Le Monnier, s.a.
- Le origini di Salammbò. Studio sul realismo storico di Flaubert, Firenze, Bemporad, 1920.
- Il discorso di Pascal sulle amorose passioni, Foligno, Campidelli, 1923.
- Il Milione di Marco Polo (Prima edizione integrale), Firenze, Olscki, 1928.
- Filologia e geografia. Critica di una critica, Firenze, Tip. editrice Mariano Ricci, 1929.
- Il libro di Messer Marco Polo cittadino di Venezia detto Milione dove si raccontano le meraviglie del mondo, Milano-Roma, Treves-Treccani-Tumminelli, 1932.
- Scrittori di Francia. Sommario storico e antologia della letteratura francese, Milano, Principato, 1940.
- Il cantico di frate Sole, Firenze, Sansoni, 1941.
- L'epopea di Roncisvalle, Firenze, Sansoni, 1941.
- Arrigo Beyle milanese, Firenze, Sansoni, 1942.
- La Parma di Stendhal, Firenze, Sansoni, 1950.
- Uomini e tempi. Pagine varie di critica e storia, Milano-Napoli, Ricciardi, 1953.